# 264 до н. е.
Рік 264 до н. е. був роком часів до юліанського римського календаря. Був відомий як 490 рік від закладення міста Рим. Деномінація 264 до н. е. для позначення цього року, почала існувати із часів раннього середньовіччя, коли для нумерації років в Європі стала популярною календарна ера Anno Domini.

## Події
- почалась Перша Пунічна війна.
- облога Мессани
- після знищення Лісімахом місто Астак об'єднано з сусідньою Ольвією і наново відбудоване царем Віфінії Нікомедом I, перейменоване в Нікомедію.